# Juggerfalk
Juggerfalk (Falco jugger) är en fågel i familjen falkar inom ordningen falkfåglar som huvudsakligen förekommer i Indien.

## Utseende
Juggerfalken är en stor falk (43-46 centimeter), dock mindre och mer smalvingad än tatarfalken (F. cherrug) som den annars liknar. Den adulta fågeln har rostfärgad hjässa, ett fint men ändå tydligt mustaschstreck, mörkbrun ovansida och rätt enfärgad stjärtovansida. Undersidan varierar från huvudsakligen vit till kraftigt streckad, men nedre flankerna och "byxorna" är vanligtvis helt bruna. Ungfågeln liknar de adulta men hjässan är mattare och undersidan ordentligt streckad med grått på fötter och näbb istället för gult. Jämfört med ung pilgrimsfalk har den blekare hjässa, finare mustaschstreck och obandad stjärtovansida.

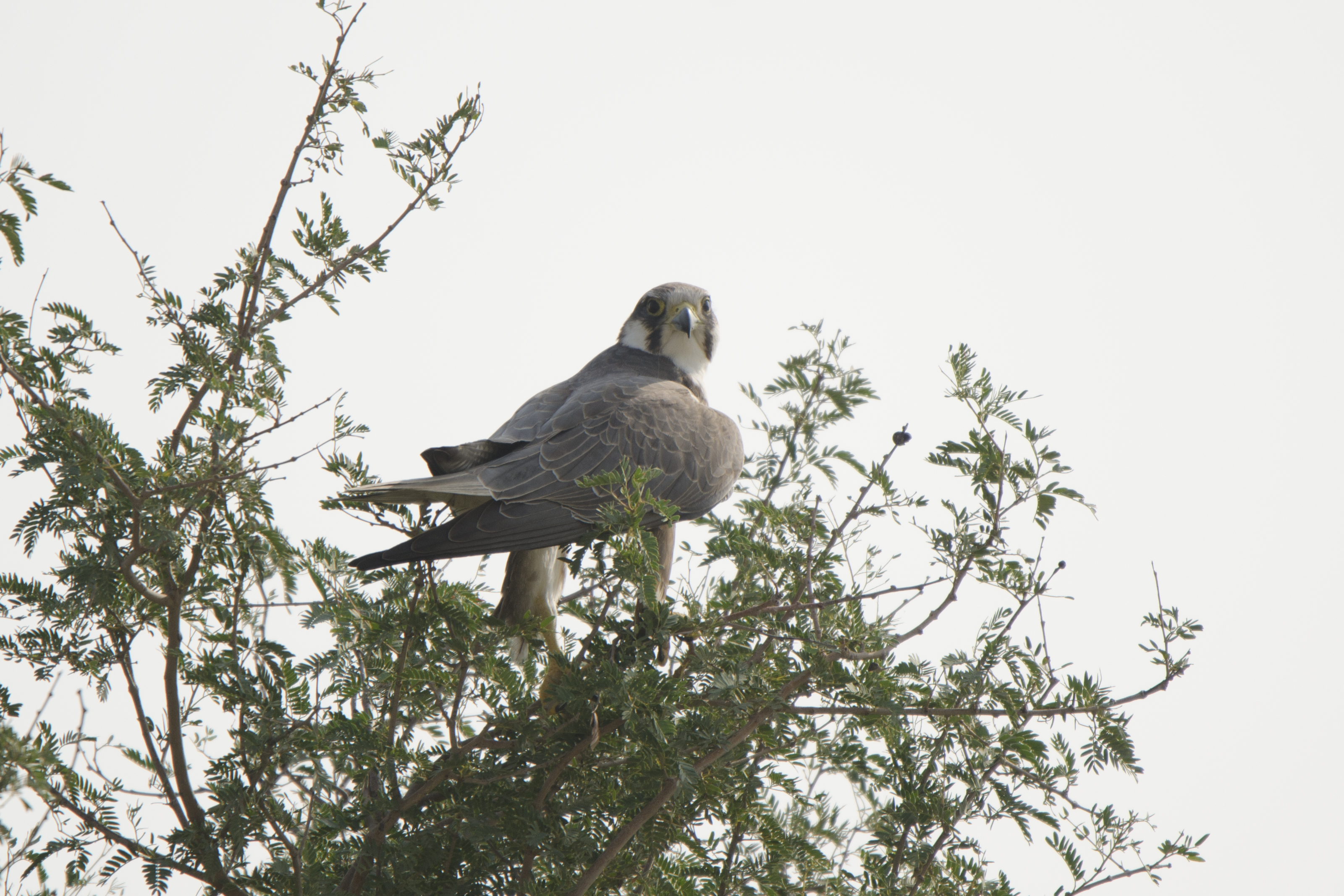
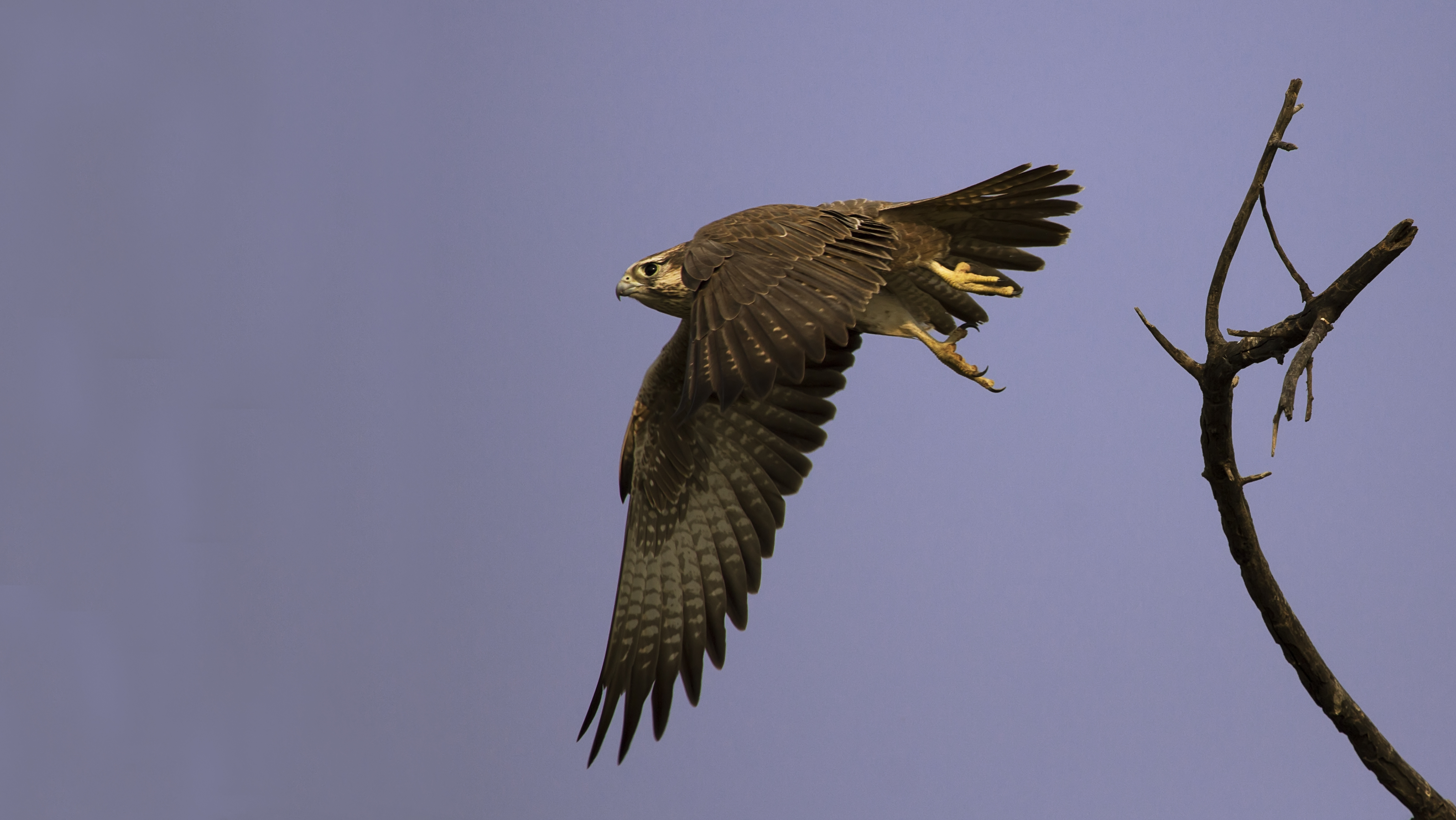
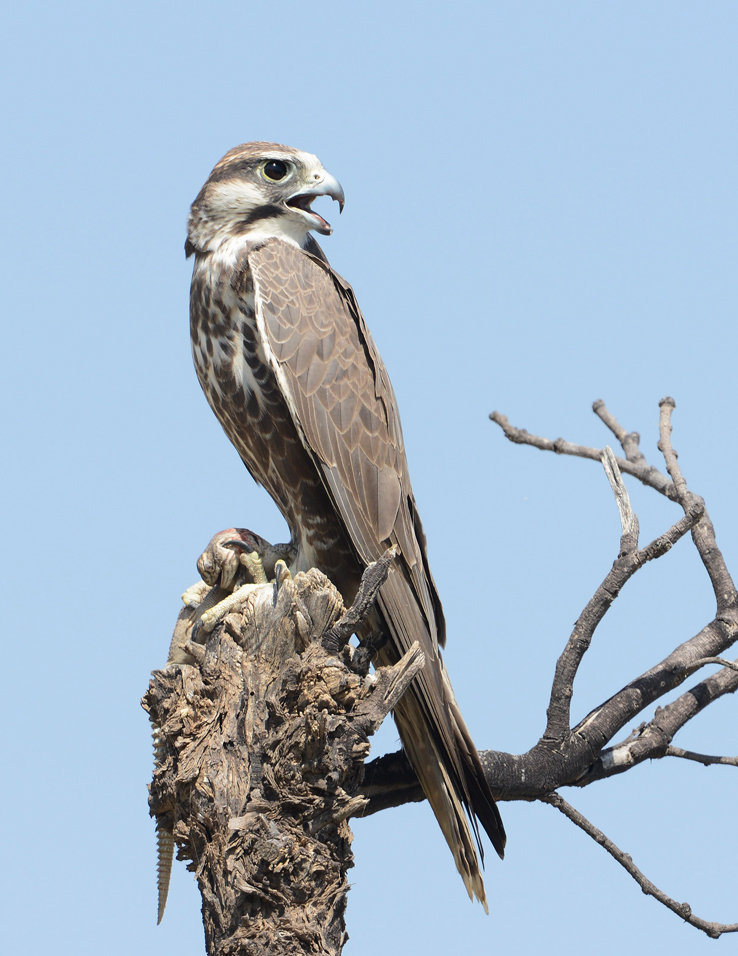

## Läte
Lätet, som hörs när den är upprörd eller som varningsläte nära boet, återges i engelsk litteratur som ett utdraget och gällt "whii-ee-ee" eller "whi-eee-eee".

## Utbredning
Fågeln förekommer från Pakistan österut genom större delen av Indien och Nepal till norra Bangladesh och västra Myanmar. Den förekommer också lokalt i nordöstra Afghanistan samt möjligen i sydöstra Iran även om endast ett fynd finns noterat, 9 april 1972. Fågeln har tillfälligt observerats i Vietnam och Kazakstan. I Bangladesh har arten påträffats vid bara tre lokaler i nordost och nordväst, och ingen häckning har konstaterats, varför det inte kan uteslutas att den bara är en sällsynt gäst.

## Systematik
Juggerfalken är systerart till en grupp falkar bestående av jaktfalk, tatarfalk och den australiska arten svartfalk. Arten behandlas som monotypisk, det vill säga att den inte delas in i några underarter.

## Levnadssätt
Juggerfalken förekommer från havsnivån till 1000 meter över havet i torrt och öppet skogslandskap eller öppet landskap med spridda träd. Den förekommer även i odlad bygd, kring byar och ibland till och med inne i städer. Fågeln lever huvudsakligen av fåglar, mest tättingar men även duvor och hönsfåglar. Den intar också olika sorters små däggdjur. Den lägger ägg mellan januari och april, mellan februari och maj i norra delen av utbredningsområdet.

## Namn
Fågelns svenska och vetenskapliga namn jugger kommer av Jāggār, juggerfalkens namn på hindi.

## Status och hot
Juggerfalken har ett stort utbredningsområde och beskrevs på 1960-talet som områdets vanligaste falk. Den har dock minskat kraftigt i antal sedan dess. Även om trenden är dåligt dokumenterad tros den minska än idag till följd av miljögifter och fångst. Detta i kombination med den begränsade populationsstorleken gör att internationella naturvårdsunionen IUCN kategoriserar arten som nära hotad (NT). På 1970-talet uppskattades beståndet till mellan 10 000 och 25 000 par, medan IUCN uppskattar det idag till mellan 10 000 och 20 000 vuxna individer.